# 박미안 해변

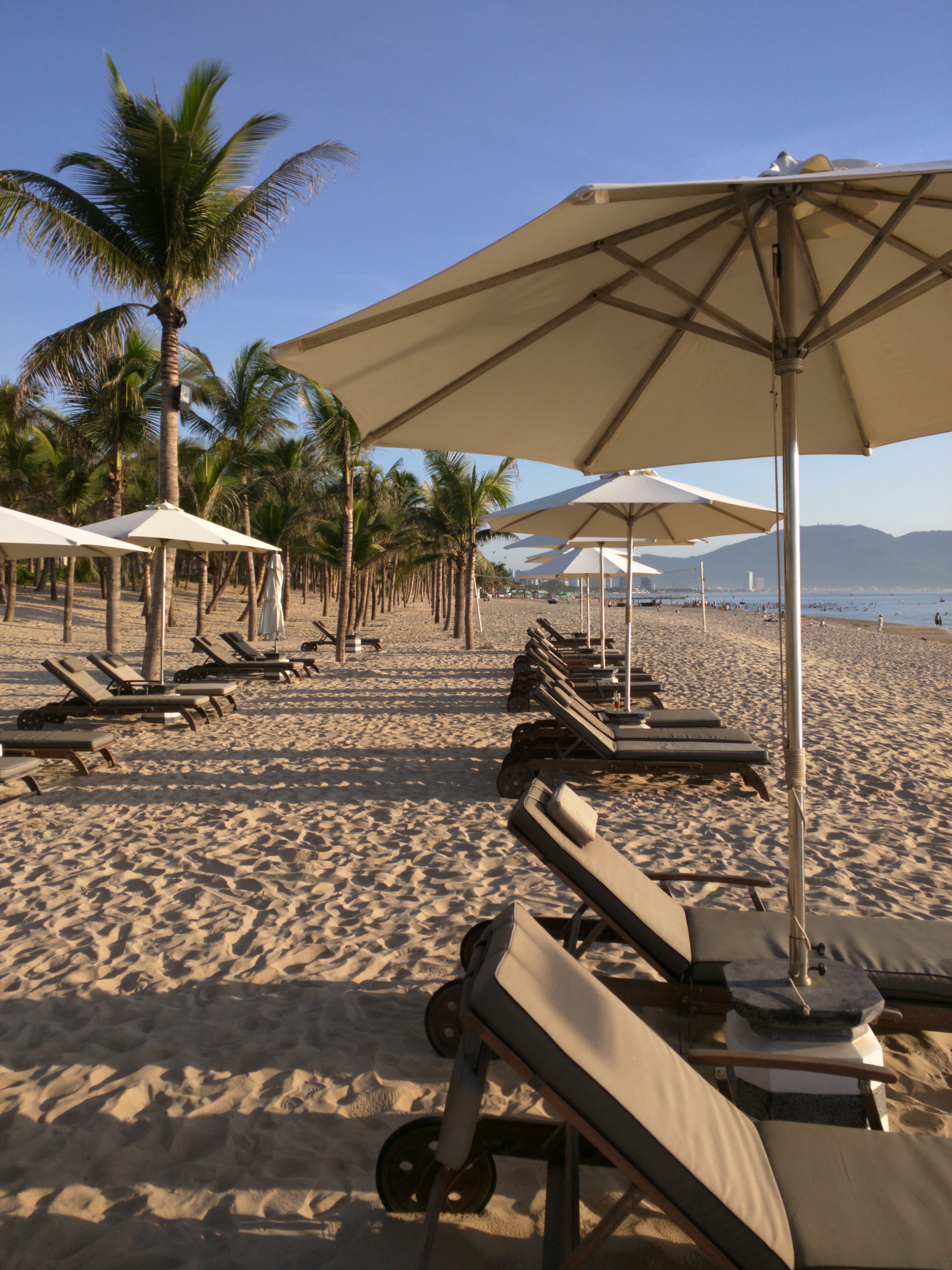
박미안 해변

박미안 해변(Bac My An Beach)은 다낭 응우하인선군 박미안방에 있는 해변이다. 다낭의 도심에서 남동쪽으로 약 7km 떨어진 곳에 위치한 해변이다. 박미안 해변은 고운 백사장과 맑은 푸른 물이 있고, 일년 내내 기온 차이가 거의 차이가 없어서 관광객들에게 인기 있는 해변 중 하나이다. 이 해변 주변 선짜 - 호이안 해안 도로를 따라 많은 리조트가 건설되었다. 주변의 주요 리조트들로 다음과 같은 것들이 있다.
- Furama Resort
- Premier Village Danang Resort
- Fusion Maia Da Nang
- Pullman Danang Beach & Resort

- Olalani Resort & Condotel